# 数码相框

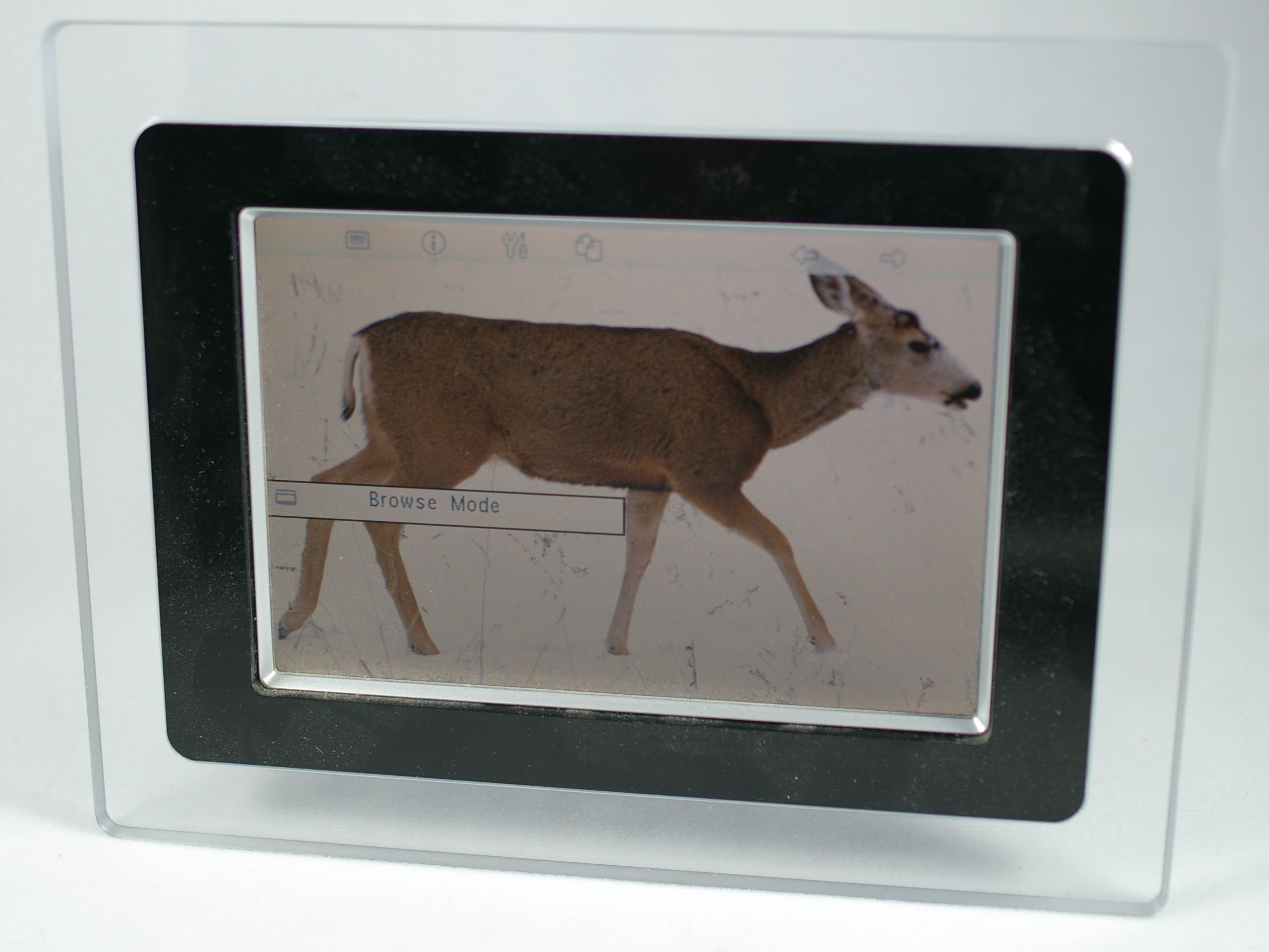
数码相框

数码相框是一种无需打印即可显示数码照片的相框。數字摄影的兴起不可避免地引发了数码相框的发展，因为仅有不到35％的数码照片被打印。尽管一些数码相框提供内置存储器，它们通常直接从相机使用的存储卡里面直接读取图片。

## 分類
《電子工程雜誌》将市场上的数码相框大致分为三类：
- 简易插卡式数码相框
- “多媒体”数码相框
- 高级“多媒体”数码相框

简易数码相框只能显示JPEG格式的图片，而多媒体数码相框则可以播放音乐和视频。 某些高级“多媒体”数码相框可以通过因特网从RSS、照片共享网站，Facebook等SNS平台，甚至电子邮件下载图片。这些型号通常也支持无线传输（IEEE802.11）。
組成大部分数码相框可以像幻灯片一样按可调整的时间间隔显示图片。一些相框还可以播放MP3音乐或者用相机拍摄的视频片断，比如MPEG文件。
数码相框主要由三个部分组成：液晶显示屏、印制电路板和外框。显示屏可以是模拟式和数字式的，并且有不同大小规格。印制电路板是相框的核心，它包含了所需的软件。而对于用户来说，外框则是一个重要的选择标准，通常用塑料,金属或者木头制成。

## 性能
1. 当插卡时可自动播放图片，可任选任何外形的外框；
2. 可支援JPEG、MP3、MPEG1、MPEG2、MPEG4(AVI、DivX……)
3. 可支援MP3 / WMA和电影；
4. 能支援NTSC/PAL视频；
5. 能支援CF、MS、SD、MMC、XD卡；
6. USB接口，可选OTG，图片；
7. 能调整图片显示的速度；有耳塞接口；
8. 能自动浏览、回放，可播放背景音乐；
9. 内置FLASH，可选择（128MB-32G)；
10. 视频输出，能连接电视，声频输出，能连接扩音器；
11. 可放大缩小图片，能90°、180°、270°的旋转
12. 内置扩音器(2x1W)，多种OSD语言界面显示；
13. 菜单操作，有遥控器和按键操作；
14. 能做客户选择的开机画面，能显示时间和定时开关机，有闹钟功能；
15. 可任选英规/美规/欧规/国标充电器，可连接电脑进行数据预览和拷贝。

## 优势
数码相框的优势在于使用简单，不需要像平板电脑那样安排各种不同的程序，开机后即可使用。第三代高级多媒体数码相框可以使用WIFI无线网络从指定账号下载新的图片，视频。内容分享者可以从几千公里之外通过特定程序，从智能手机上选择要分享的内容到指定数码相框，方便数码相框用户观看接收到的图片和视频，加强与父母，亲人和朋友之间的联系。
数码相框的适用场景包括：
1. 艺术展示，装饰房间
2. 自我激励
3. 联络远方朋友的设备
4. 喜欢摄影的朋友的最佳作品展示礼品
5. 新人结婚礼物，展示甜蜜时刻
6. 情人节礼物
7. 母亲节礼品
8. 学习助手
9. 备忘录
10. 作为电子广告牌用于商用展示

## 未來挑戰与机遇
數位相框雖然具有影像顯示、影像播放、外接USB或記憶卡、視訊端子（如VGA端子、色差端子、AV端子、HDMI）等能力，但由於平板電腦的競爭，平板電腦不但具有數位相框本身的各種特性，而且平板電腦具有觸控式螢幕、無線通訊等比數位相框更強大的優勢，純數位相框僅止於當作擺飾品的用途，致使數位相框逐漸沒落。
但是数码相框对于不太会用电脑，智能手机的中老年人来说，是很好的联络远方亲人的数码产品，仍然会在一定时间内发挥其不可替代的作用。
随着智慧家庭的深入，高级数码相框会作为智慧家庭的控制中枢，联接并控制所有智能家居产品，让家庭更安全，智能，节能，舒适。